# Tour Franklin
Tour Franklin ist ein Hochhaus im Pariser Vorort Puteaux in der Bürostadt La Défense. Bei seiner Fertigstellung 1972 war der 126 m hohe Büroturm das dritthöchste Hochhaus in La Défense. Entworfen wurde das Gebäude von den Architekten Delb, Chesnau, Verola und Lalande. Der Büroturm bietet auf 33 oberirdischen und 8 unterirdischen Etagen verteilt eine Nutzfläche von 72.500 m².
Der Büroturm ist mit der Métrostation La Défense und dem Bahnhof La Défense an den öffentlichen Nahverkehr im Großraum Paris angebunden.

## Galerie

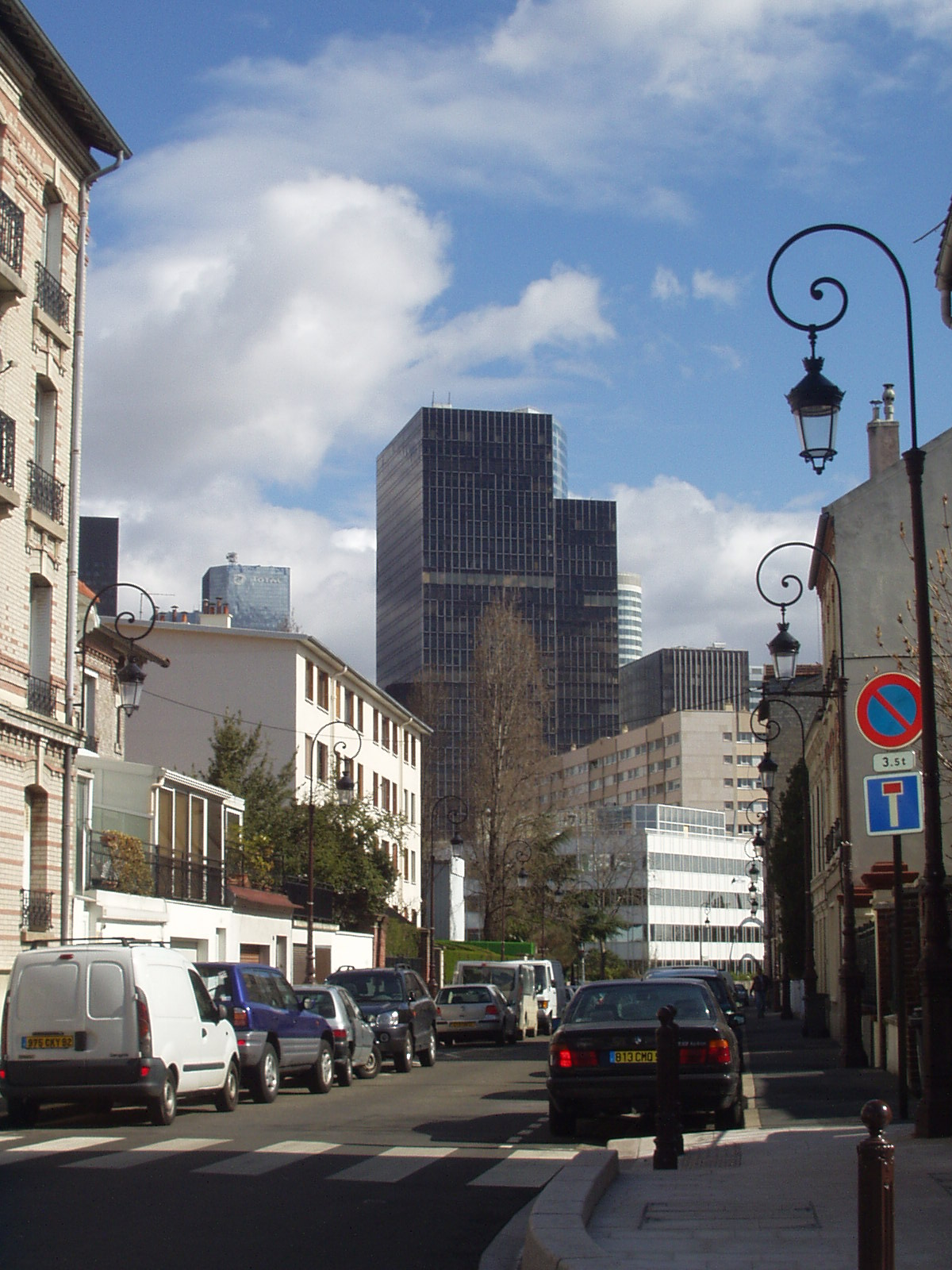
Tour Franklin